# Nhà tù Mokotów

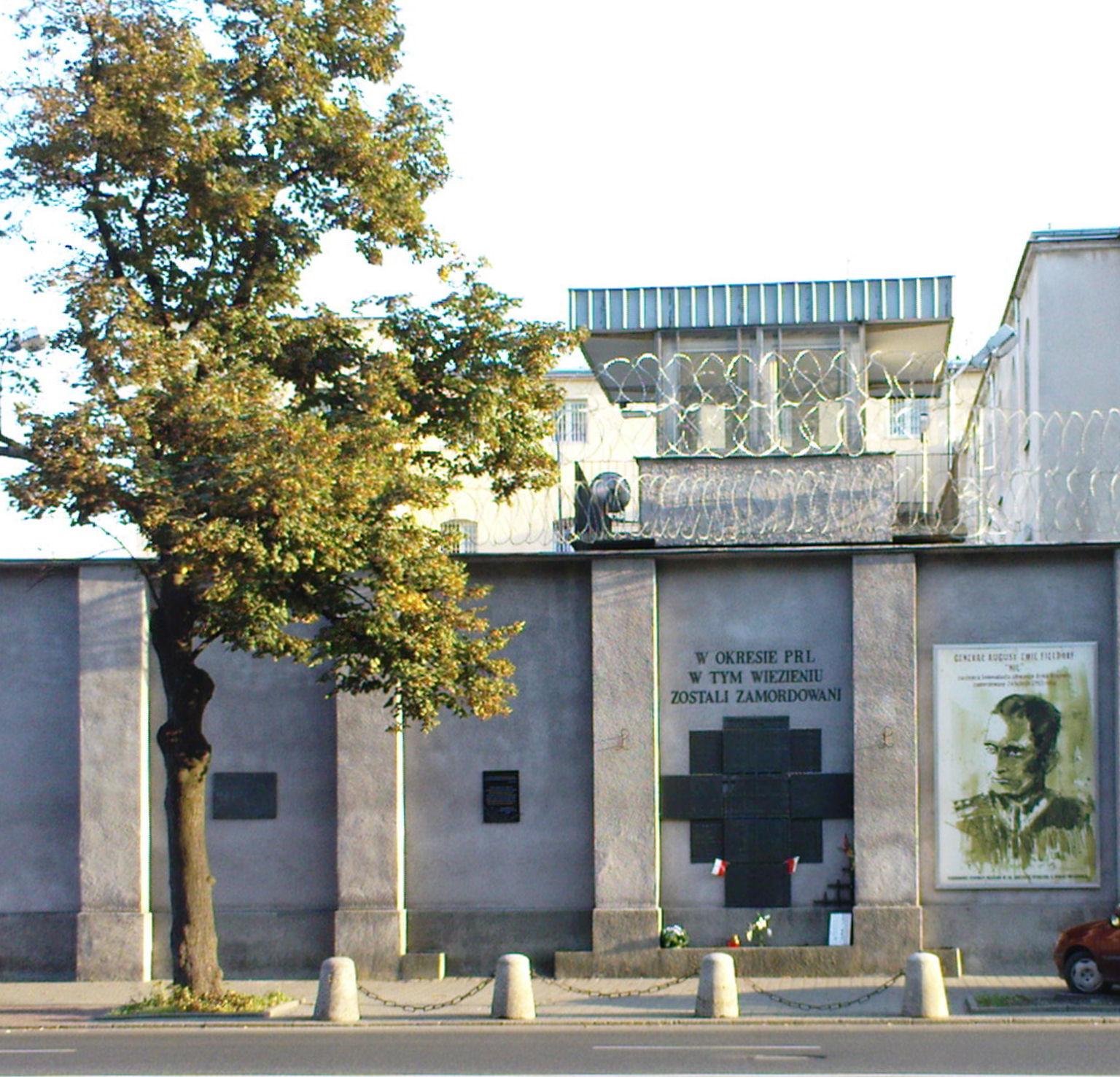
Một bức phù điêu tưởng niệm các nạn nhân trên một trong những bức tường bên ngoài của nhà tù

Nhà tù Mokotów (tiếng Ba Lan: Więzienie mokotowskie, hay còn gọi là nhà tù Rakowiecka) là một nhà tù ở Warsaw, Mokotów, Ba Lan, tọa lạc tại số 37 đường Rakowiecka. Nó được xây dựng bởi người Nga trong những năm cuối cùng của Phân vùng của Ba Lan. Trong thời Đức Quốc xã chiếm đóng và sau đó, dưới sự cai trị của cộng sản, đó là nơi giam giữ, tra tấn và hành quyết phe đối lập chính trị Ba Lan và các chiến binh ngầm. Nhà tù tiếp tục hoạt động, giam giữ các tù nhân đang chờ xét xử hoặc tuyên án, hoặc những người bị giam giữ dưới một năm.

## Trước và trong Thế chiến II
Nhà tù Mokotów được xây dựng vào đầu thế kỷ 20 bởi Đế quốc Nga, và được sử dụng bởi cảnh sát an ninh và hình sự của Warsaw (xem thêm: Thành hoàng Sa hoàng ở quận Żoliborz). Sau khi Ba Lan giành lại độc lập vào năm 1918, địa điểm này đã được tân trang lại và cho đến Thế chiến II, đóng vai trò là nhà tù chính của văn phòng tổng chưởng lý Ba Lan.

## Dưới sự thống trị của Liên Xô
Hầu hết các vụ hành quyết đều được thực hiện dưới sự chỉ huy của Piotr Śmietański, một tên đao phủ khét tiếng của UB, có biệt danh là "Tên đồ tể của nhà tù Mokotow". Trong số những người bị giam giữ và xử tử trong phòng nồi hơi tầng hầm của nhà tù Mokotów, thường bị đánh đập và tra tấn trước đó, là: 
| - Witold Pilecki (bị xử tử) - Hieronim Dekutowski (bị xử tử) - Tướng Emil Fieldorf "Nil" (ở tù) - Bolesław Kontrym (ở tù) - Kazimierz Mộczarski - Zygmunt Szendzielarz (bị xử tử) - Giáo sư Mary Grzybowski |  | - Ukasz Ciepliński (bị xử tử) - Xem thêm 1951 Nhà tù Mokotów xử tử 7 sĩ quan của WIN |

Sau khi kết thúc chủ nghĩa Stalin vào năm 1956, nhà tù chính thức được chuyển giao cho chính quyền dân sự, mặc dù nó vẫn phục vụ như một nhà tù cho các tù nhân chính trị. Sau các cuộc cách mạng năm 1989, nhà tù đã được tiếp quản bởi các cơ quan thực thi pháp luật Ba Lan và hiện tại đây là nhà tù ngắn hạn cho những người bị buộc tội vì nhiều tội phạm hình sự. Năm 1998, một tấm bia tưởng niệm đã được dựng lên trên tường nhà tù để tưởng nhớ 283 tù nhân chính trị được biết đến bị hành quyết trên đường Rakowiecka trong khoảng thời gian từ năm 1945 đến 1955, cũng như hàng trăm người khác không biết tên và nơi chôn cất.